# Franzl Lang
Franz "Franzl" Lang (Munich, Baviera, Alemania, 28 de diciembre de 1930-íb., 6 de diciembre de 2015) conocido como Jodlerkönig (rey del canto yodel), fue un artista especialista en canto tirolés, guitarrista y acordeonista alemán. Ha publicado algunos manuales sobre canto yodel. Lang típicamente cantaba en dialecto bávaro de las regiones alpinas rurales.

## Biografía
Franz vivió en su juventud en Múnich y, tras la escuela primaria, realizó una formación profesional como matricero. A la edad de tan solo 9 años recibió un acordeón, un instrumento que convertiría con el tiempo en su seña de identidad. El actor folklórico Ludwig Schmid-Wildy lo reclutó para el Platzl de Múnich, un teatro centrado en la música folklórica y donde Lang hizo sus pinitos sobre el escenario. Le siguieron varias maquetas y pronto un primer contrato discográfico. A su tema Kuckucksjodler, que lo catapultó a la fama, le siguieron numerosas apariciones en la radio y la televisión, en las que cantaba pero sobre todo practicaba el "jodeln", el canto al estilo tirolés. En 1956 participó con uno de sus temas en la película Salzburger Geschichten (Historias de Salzburgo) de Kurt Hoffmann; en 1961 tuvo un papel secundario en la película de tema folklórico Der Orgelbauer von St. Marien (El constructor de órganos de St. Marien), en la que canta Königsjodler entre otros temas. El año siguiente se le pudo ver con su Lach-Jodler al lado de Kurt Großkurth en el éxito de taquilla Tanze mit mir in den Morgen (Baila conmigo al alba) y participó con su tema Franz noch a Gstanzl en el film Drei Liebesbriefe aus Tirol (Tres cartas de amor desde el Tirol).
El año 1968 fue testigo de su mayor éxito con el tema Kufsteinlied. Esta canción varias veces galardonada acerca de la pequeña ciudad de Kufstein en el Tirol se convirtió en un tema imprescindible de la música popular. Desde sus orígenes, ha sido grabada por otros muchos artistas, tales como Heino, Maria y Margot Hellwig, Marianne und Michael.
En la década de 1970, Lang fue una de las estrellas en plantilla del programa Lustigen Musikanten (Músicos divertidos) del canal de televisión alemán ZDF y de otros muchos programas dedicados a la música popular. También se le pudo escuchar y ver en numerosas giras. Con más de 500 canciones en su repertorio, más de 10 millones de discos vendidos, 20 discos de oro y 1 disco de platino, se cuenta entre los cantantes de mayor éxito de la Volksmusik.
Lang llevaba casado con su esposa Johanna desde 1954; tuvo un hijo (Franz Herbert Lang) y una hija (Christl).

## Honores
- 20 discos de oro y un disco de platino.
- Medalla de Hermann Lons
- Anillo de Honor "Fonograma"

## Éxitos
- Kuckucksjodler
- Der Königsjodler 1961
- Erzherzog-Johann-Jodler 1964
- Das Kufsteinlied (Die Perle Tirols) 1968
- Wenn ich auf hohen Bergen steh 1968
- Zillertal, du bist mei' Freud 1969
- Der Echo-Jodler vom Königsee 1970
- Ich möcht gern an Biersee 1970
- Mei Vata is a Appenzeller 1973
- Ich wünsch' mir eine Jodlerbraut 1974

## Discografía (álbumes)
- 1970: Bergweihnacht (LP: Philips 63 883, Aufnahme: 1970)
- 1977: Urlaub in den Bergen
- 1979: Musik aus den Bergen
- 1987: Schön ist's auf der Welt
- 1991: Mir geht's guat
- 1996: Freude am Leben
- Alpen-Echo
- Das original Kufsteiner Lied
- Der Königsjodler
- Die schönsten Volkslieder
- Die schönsten Jodler der Welt
- Echo der Berge
- Freunde der Berge
- Goldene Sonne, goldene Berge
- Himmel, Harsch und Firn mit den Kaiserlich Böhmischen
- Holladaratata
- In Oberkrain
- Jodlerkönig
- Kameraden der Berge
- Komm mit in die Berge
- Lagerfeuer in den Bergen
- Ski Heil
- Stimmung beim Bier
- Stimmung beim Jodlerwirt
- Wir kommen von den Bergen
- Zillertal, du bist mei Freud
- Tirol Heimat der Berge
- 10 Jahre Jubiläum beim Jodlerwirt
- Im Wilden Westen
- Grüß Gott in Bayern
- Zünftig pfundig kreuzfidel
- Das Bayernland
- Der weißblaue Hammer

## Filmografía
- 1956: Salzburger Geschichten
- 1961: Drei weiße Birken
- 1961: Der Orgelbauer von St. Marien
- 1961: Schlagerrevue 1962
- 1962: Tanze mit mir in den Morgen
- 1962: Drei Liebesbriefe aus Tirol

## Curiosidades
Un fragmento de la canción "Der Böller-Schütz von Mittenwald" aparece en los archivos de "Half-Life 2 Beta" como un "easter egg".

## Enlaces
- http://www.youtube.com/watch?v=vQhqikWnQCU
- https://www.youtube.com/watch?v=T1uzLGHg8c0

- Datos: Q20235
- Multimedia: Franzl Lang / Q20235